# Dole
Dole – miejscowość i gmina położona we wschodniej Francji nad rzeką Doubs, w departamencie Jura.
Według danych na rok 1990 gminę zamieszkiwało 26 577 osób, a gęstość zaludnienia wynosiła 692 osoby/km² (wśród 1786 gmin Franche-Comté Dole plasuje się na 4. miejscu pod względem liczby ludności, natomiast pod względem powierzchni na miejscu 13.).

## Etymologia
Nazwa miasta pochodzi od wapiennych wzgórz otaczających miasto i rzekę Doubs.

## Historia
- XIII w. – pierwsze wzmianki o mieście
- pocz. XV w. – miasto zostaje stolicą regionu Comté. Złoty okres w historii miasta
- 1422 – utworzenie uniwersytetu przez Filipa III księcia Burgundii

## Znane postacie
W roku 1822 w Dole urodził się Ludwik Pasteur, mikrobiolog i chemik

## Współpraca
Miejscowości partnerskie:
- Carlow, Irlandia
- Kostroma, Rosja
- Lahr/Schwarzwald, Niemcy
- Rouvroy, Belgia
- Sestri Levante, Włochy
- Tabor, Czechy